# 트리플 프런티어
《트리플 프런티어》(영어: Triple Frontier)는 2019년 개봉한 미국의 하이스트 액션 영화이다. 벤 애플렉, 오스카 아이작, 찰리 허냄, 개릿 헤들런드, 페드로 파스칼이 출연하였고 J. C. 챈더가 연출하였다.
2019년 3월 6일 미국 일부 극장에서 상영되었고, 3월 13일 넷플릭스에서 공개되었다.

## 줄거리
전직 특수부대 요원이었던 산티아고 "포프" 가르시아는 콜롬비아에서 마약 카르텔 소탕 작전을 돕고 있다. 그는 정보원 요반나로부터 거액의 현금을 숨겨둔 마약왕 가브리엘 마틴 로레아의 은신처 정보를 얻게 된다. 포프는 과거 팀 동료들을 찾아 함께 돈을 훔칠 계획을 세운다. 부동산 중개업자인 톰 "레드플라이" 데이비스, 동기 부여 강사 윌리엄 "아이언헤드" 밀러, 격투기 선수 벤 "베니" 밀러, 그리고 조종사 프란시스코 "캣피쉬" 모랄레스가 그들이다. 처음에는 정부를 위해 일한다는 명목으로 속였지만, 결국 그들은 돈을 훔쳐 나누기로 결정한다.
로레아 가족이 교회에 간 사이, 팀은 그의 저택에 침투하여 경비들을 제압한다. 예상보다 많은 돈이 숨겨져 있다는 것을 알게 되고, 레드플라이는 욕심을 부리며 계속 돈을 챙기려 한다. 결국 팀은 2억 5천만 달러가 넘는 돈을 챙겨 떠나지만, 로레아의 습격으로 아이언헤드가 부상을 입는다. 격전 끝에 로레아를 사살하고, 가족은 살려둔 채 도망친다.
헬기를 타고 페루 해안으로 향하던 중, 헬기가 돈의 무게를 이기지 못하고 안데스 산맥에서 추락한다. 마약 농장에서 농부들과 오해로 충돌이 발생하고, 레드플라이가 농부들을 사살하는 등 상황은 더욱 악화된다. 간신히 마을을 벗어나 돈을 나르지만, 로레아의 복수를 노리는 자들에게 공격을 받는다. 레드플라이는 그 과정에서 죽고, 팀은 일부 돈을 포기한 채 레드플라이의 시신과 함께 도망친다.
겨우 탈출에 성공한 팀은 각자 약 110만 달러를 얻지만, 레드플라이의 욕심이 그의 죽음을 초래했다는 죄책감에 그의 가족에게 전액을 양도한다. 포프는 요반나를 찾아 호주로 향하기로 하고, 아이언헤드는 포프에게 산속에 숨겨둔 나머지 돈의 좌표를 알려준다.

## 출연진
- 벤 애플렉 - 톰 데이비스, 일명 레드플라이
- 오스카 아이작 - 산티아고 가르시아, 일명 포프
- 찰리 허냄 - 윌리엄 밀러, 일명 아이언헤드
- 개릿 헤들런드 - 벤 밀러, 일명 베니
- 페드로 파스칼 - 프란시스코 모랄레스, 일명 캣피시
- 아드리아 아르호나 - 요바나